# 波迪利亞 (基輔州)
參數所指定的目標頁面不存在，建議更正成存在頁面或直接建立下列一個頁面（建立前請先搜尋是否有合適的存在頁面可以取代）：
- 波迪利亞 (消歧義)

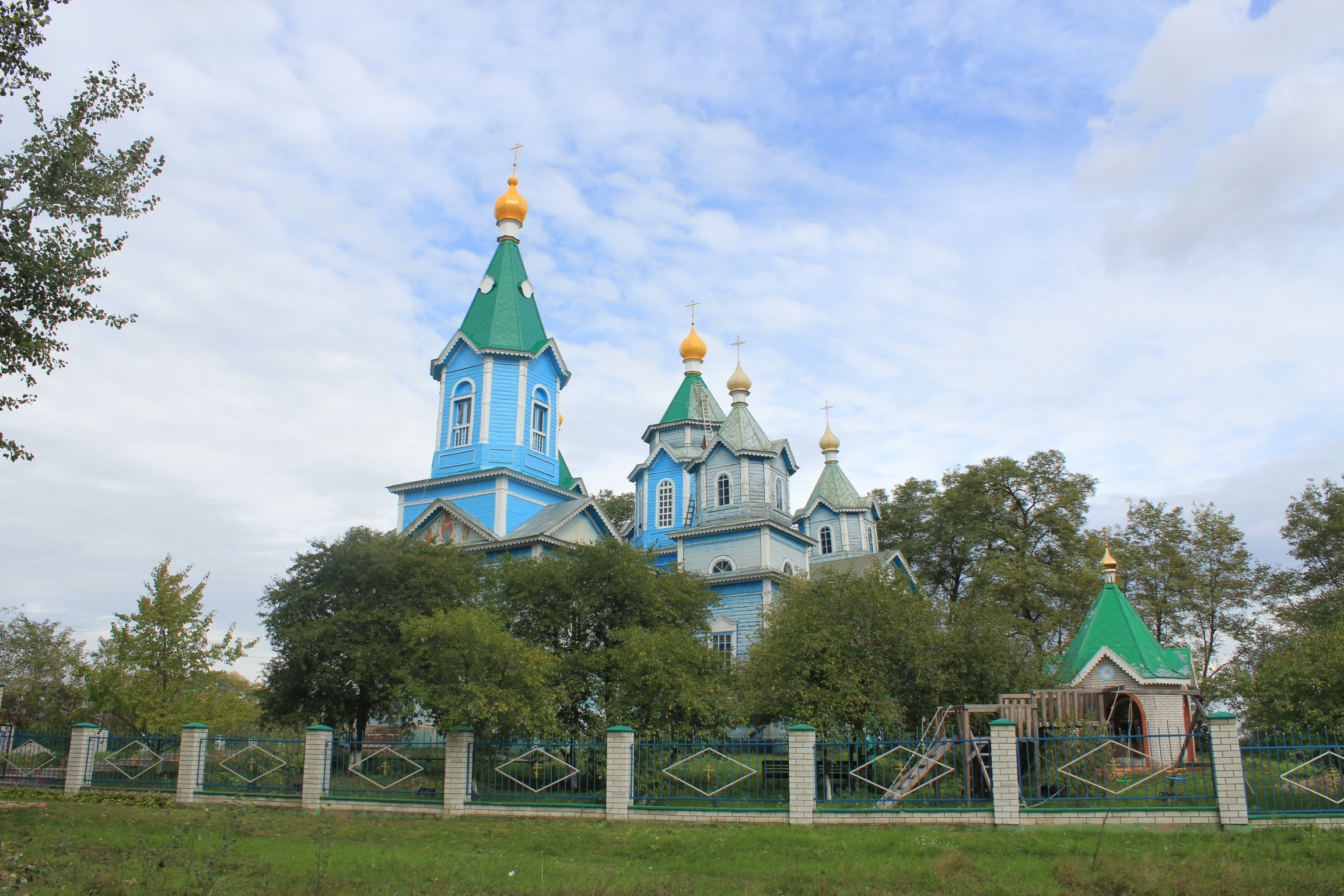

波迪利亞（羅馬化：Podillia）是位於烏克蘭北部基辅州布羅瓦里區巴里希夫卡市鎮的村莊。該村始建於1138年，面積7.18平方公里，海拔高度96米，2001年人口978，人口密度每平方公里136.2人。

## 外部連結
- село Поділля （页面存档备份，存于）
- Село Поділля на сайті Верховної Ради України （页面存档备份，存于）
- с. Поділля, Баришівського району （乌克兰語）
- Историческая информация о селе Войтовцы （页面存档备份，存于） （俄文）

50°11′37″N 31°21′23″E / 50.19361°N 31.35639°E